# Khanat Schirwan
Das Khanat Schirwan war ein Staat im heutigen Aserbaidschan in der Region Schirwan, der von 1748 bis 1805 existierte. 

## Geschichte
1742 eroberte Nadir, der Schah von Persien, Şamaxı und siedelte die Bewohner in einer neuen 16 Meilen westlich davon gelegenen Stadt gleichen Namens, am Fuße der Hauptkette des Kaukasus, an. Das neue Şamaxı wurde die Hauptstadt des Şamaxı Hajji Muhammed Ali Khan, der bis 1765 regierte. 
Das kleinere alte Şamaxıer Khanat wurde durch die Brüder Muhammad Sa'id Khan und Aghasi Khan wiedergegründet. Nachdem die beiden Hajji Muhammed Ali Khan getötet hatten, vereinten sie beide Khanate. Danach wurde das neue Şamaxı verlassen und das Alte 1786 wieder aufgebaut. Von 1768 bis 1789 war das Khanat von dem mächtigeren Khanat Quba okkupiert gewesen und Aghasi Khan wurde ins Exil verbannt. 
Der Sohn von Muhammed Seid Khan, Qasim Khan, konnte die Selbständigkeit des Khanats von Quba 1789 wiederherstellen. Er wurde aber bald von Mustafa Khan ersetzt, dem Sohn Aghasi Khans. 
1795 drangen die russischen Streitkräfte von Baku bis nach Şamaxı vor, zogen sich aber bald wieder zurück. Erst 1805 wurde das Khanat von Russland annektiert. Mustafa Khan regierte noch bis 1820.

## Herrscher
- 1748–1763  Muhammad `Ali Khan
- 1763–1768  Aghasi Khan
- 1768–1769  Fath `Ali Khan
- 1769–1770  `Abd Allah Beg
- 1770–1778  Ildar Beg
- 1778–1786  Aghasi Khan (zweite Regierung)
- 1786–1789  Askar Khan
- 1789–1796  Qasim Khan
- 1796–1820  Mustafa Khan